# Конфедерация за демократию (Чили)
«Конфедерация за демократию» (CODE) (исп. Confederación de la Democracia, CODE) — чилийская коалиция правых и правоцентристских партий, созданная 6 июля 1972 года с целью консолидации всех сил, оппозиционных президенту страны Сальвадору Альенде и правительству «Народного единства». Основной задачей альянса являлась победа на парламентских выборах 1973 года с получением конституционного большинства в 2/3 голосов, чтобы в соответствии с Конституцией 1925 года и «Статутом о конституционных гарантиях» отстранить Альенде от власти посредством объявления ему импичмента.
Хотя CODE смогла одержать победу на выборах и сохранить относительное большинство в обеих палатах Национального Конгресса (чем сорвала задачу «Народного единства», которое пыталось получить хотя бы простое большинство для преодоления налагаемого парламентом на внесённые Альенде и его кабинетом законопроекты вето), ей не удалось получить достаточного количества мандатов для смещения главы государства легальным путём. Активно содействовала деятельности неофашистских террористических группировок «Патриа и либертад (ПИЛ)» и «Командо Роландо Матус» (последняя также являлась вооружённым крылом входящей в коалицию Национальной партии), поддерживала организованную гремиалистскими организациями забастовку грузоперевозчиков.

## История
«Конфедерация за демократию» была образована 6 июля 1972 года как союз трёх наиболее крупных сил, оппозиционных президенту Чили Сальвадору Альенде и его правительству, сформированному левой коалицией «Народное единство» — правоцентристской Христианско-демократической партии (ХДП), правоконсервативной Национальной партии (НП) и центристской Партии левых радикалов (ПЛР). Платформа CODE включала в себя следующие требования:

- Восстановление гражданских прав и свобод, уважение прав гремиалистских организаций;
- Восстановление свободы слова и права на самовыражение;
- Конституционное закрепление (подобно «Статуту о конституционных гарантиях») всех проводимых правительством реформ;
- Прекращение насилия со стороны ультралевых группировок (в первую очередь Левого революционного движения (МИР));
- Нормализация политической обстановки в стране.

Хотя все партии CODE объединяло резкое непринятие политического курса, проводимого президентом Альенде, среди них не было выработано единого мнения относительно методам его противодействию. Националисты и представители «Радикальной демократии» считали, что главной задачей коалиции должно быть полное отстранение «Народного единства» от власти, в то время как христианские демократы, левые радикалы и представители партии ПАДЕНА допускали сохранение за левыми властных функций, но при серьёзном ограничении их рамками законодательства. При этом недопустимость дальнейшего сохранения за Альенде президентского мандата признавалась всеми партиями коалиции.
Для де-юре оформления коалиционного соглашения, ХДП и НП воспользовались постановлением Квалификационного избирательного суда от 6 июня 1972 года, разрешавшим создание избирательных блоков (а также партий на федеративных и конфедеративных основаниях). 6 июля ХДП и НП заключили соглашение о формировании коалиции под названием «Конфедерация за демократию», которую возглавили Эрик Кампанья Барриос (президент), Диего Порталес Фриас (секретарь) и Энрике Родригес Бальестерос (казначей). Демохристиане и националисты до этого уже консолидировано выступали на январских довыборах в Сенат и Палату депутатов, где им удалось победить обоих кандидатов от «Народного единства» (в провинции О'Хиггинс христианский демократ Рафаэль Морено при поддержке НП обошёл социалиста Гектора Оливареса и стал сенатором, а в провинции Линарес ХДП помогла националисту Серхио Диесу победить представителя Партии христианских левых Марию Элиану Мери и пройти в Палату депутатов), но, имея целью добиться импичмента Альенде (для чего требовалось большинство в 2/3 голосов в Национальном Конгрессе, то есть не менее 100 мандатов), пошли на расширение рядов оппозиции за счёт привлечения партий правоцентристского толка, до этого или не выступавших против правительства напрямую (как ПАДЕНА), или даже поддерживавших его (как Партия левых радикалов, какое-то время входившая в «Народное единство» и имевшая два портфеля в кабинете Альенде).
Коалиция включала в себя два объединения, сформированных на федеративных основаниях:

Эмблема FOD.

- «Демократическая оппозиционная федерация[исп.]» (исп. Federación de Oposición Democrática, FOD) в составе Христианско-демократической партии, Партии левых радикалов[исп.] и Демократической национальной партии (ПАДЕНА)[исп.]. Это объединение занимало правоцентристские позиции и было зарегистрировано Управлением регистрации избирателей 22 сентября 1972 года[5].

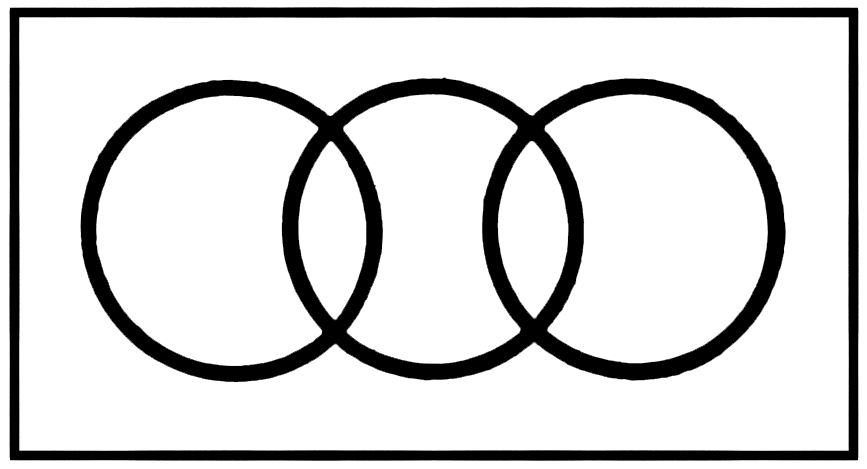
Эмблема FNDR.

- «Национальная федерация радикальных демократов[исп.]» (исп. Federación Nacional-Democracia Radical, FNDR) в составе Национальной партии[исп.] и партии «Радикальная демократия[исп.]». В отличие от «Демократической оппозиционной федерации», это объединение занимало более непримиримые позиции по отношению к правительству и активно сотрудничало с праворадикальной внепарламентской оппозицией, прежде всего неофашистской террористической группировкой «Патриа и либертад». Оно было официально зарегистрировано 2 октября 1972 года[6].

Сама «Конфедерация за демократию» была зарегистрирована 6 октября того же года, а 4 ноября выдвинула свой список кандидатов на предстоящие парламентские выборы:
| Коалиция и партии            | Коалиция и партии                   | Коалиция и партии            | Кандидаты          | Кандидаты | Кандидаты |
| Коалиция и партии            | Коалиция и партии                   | Коалиция и партии            | в Палату депутатов | в Сенат   |           |
| «Конфедерация за демократию» | «Конфедерация за демократию»        | «Конфедерация за демократию» | 149                | 22        |           |
| ---------------------------- | ----------------------------------- | ---------------------------- | ------------------ | --------- | --------- |
|                              | Христианско-демократическая партия  | PDC                          | 65                 | 11        |           |
|                              | Национальная партия                 | PN                           | 51                 | 6         |           |
|                              | «Радикальная демократия»            | DR                           | 13                 | 3         |           |
|                              | Партия левых радикалов              | PIR                          | 16                 | 2         |           |
|                              | Демократическая национальная партия | PADENA                       | 4                  | -         |           |
| Источник: El Mercurio        |                                     |                              |                    |           |           |

Хотя по результатам голосования CODE удержала большинство в обеих палатах Национального Конгресса (30 сенаторов из 50 и 87 депутатов из 150), ей не удалось получить квалифицированного большинства в 2/3 мандатов, необходимых для объявления президенту Альенде импичмента. Более того, по сравнению с выборами 1969 года оппозиция уступила правительственным партиям 2 мандата — «Народное единство» получило 63 места против 61, однако ему всё равно не хватило мандатов для простого большинства. Таким образом, сохранилась политическая конфигурация, не устраивающая обе стороны. 
Несмотря на победу, в коалиции усилились разногласия между её членами, что привело к переходу «Радикальной демократии» из FNDR во FOD и роспуску первой. 5 июля CODE была де-юре расформирована, однако де-факто она и FOD продолжали существование до военного переворота 11 сентября 1973 года, после которого самораспустились.

## Состав
Жирным шрифтом выделены партии-учредители коалиции.
| Партия                                                                  | Идеология                                                                         |
| ----------------------------------------------------------------------- | --------------------------------------------------------------------------------- |
| Христианско-демократическая партия (исп. Partido Demócrata Cristiano)   | Правоцентризм, христианская демократия, антикоммунизм, левоцентризм (меньшинство) |
| Партия левых радикалов (исп. Partido de Izquierda Radical)              | Центризм, радикализм, социал-демократия (меньшинство)                             |
| Демократическая национальная партия (исп. Partido Democrático Nacional) | Популизм, социал-либерализм, социал-демократия (меньшинство)                      |
| Национальная партия (исп. Partido Nacional)                             | Консерватизм, антикоммунизм, национализм, экономический либерализм                |
| «Радикальная демократия» (исп. Democracia Radical)                      | Либерализм, лаицизм, антикоммунизм, радикализм                                    |

## Электоральные результаты

### Выборы в Сенат Чили (1973)[исп.][14]
| Федерация | Партия                              | Голосов                 | %      | Мест     |
| --- | ----------------------------------- | ----------------------- | ------ | -------- |
| FOD | Христианско-демократическая партия  | 745 274                 | 33,88% | 10 из 25 |
| FOD | Партия левых радикалов              | 34 334                  | 1,56%  | 0 из 25  |
| FOD | Демократическая национальная партия | Не выдвигала кандидатов | 0,00%  | 0 из 25  |
| FNDR | Национальная партия                 | 417 311                 | 18,97% | 4 из 25  |
| FNDR | Радикальная демократия              | 47 992                  | 2,18%  | 0 из 25  |
| Голосов за список CODE                                                                                               | Голосов за список CODE              | 14 432                  | 0,66%  |          |
| Всего | Всего                               | 1 259 343               | 57,25% | 14 из 25 |
| Источник: Cruz-Coke, Ricardo. Historia electoral de Chile. 1925-1973. — Santiago: Editorial Jurídica de Chile, 1984. |                                     |                         |        |          |

### Выборы в Палату депутатов Чили (1973)[исп.]
| Федерация | Партия                              | Голосов   | %      | Мест      |
| --- | ----------------------------------- | --------- | ------ | --------- |
| FOD | Христианско-демократическая партия  | 1 055 120 | 29,07% | 50 из 150 |
| FOD | Партия левых радикалов              | 60 166    | 1,66%  | 1 из 150  |
| FOD | Демократическая национальная партия | 13 349    | 0,37%  | 0 из 150  |
| FNDR | Национальная партия                 | 780 480   | 21,51% | 34 из 150 |
| FNDR | Радикальная демократия              | 70 582    | 1,94%  | 2 из 150  |
| Голосов за список CODE                                                                                               | Голосов за список CODE              | 33 895    | 0,93%  |           |
| Всего | Всего                               | 2 013 592 | 55,49% | 87 из 150 |
| Источник: Cruz-Coke, Ricardo. Historia electoral de Chile. 1925-1973. — Santiago: Editorial Jurídica de Chile, 1984. |                                     |           |        |           |